# Grand Production
Grand Produkcija ili Grand Production (srpski: Гранд продукција) privatna je tvrtka osnovana 1998. godine sa sjedištem u Beogradu koja se bavi glazbenom i televizijskom produkcijom. Čelni čovjek tvrtke je Saša Popović.

## Povijest
Grand produkciju osnovali su 1998. godine Saša Popović i Lepa Brena, članovi jugoslavenskog glazbenog sastava Slatki greh. 3. prosinca 1998. godine prikazana je prva zabavno-glazbena emisija, nazvana Grand Show te se taj nadnevak uzima kao osnutak Granda. Prvih godina kao voditeljica radila je Suzana Mančić. Osim Grand Showa, s prikazivanjem je ubrzo krenula i Grand Parada. 
Godine 2003. pokreće glazbeno natjecanje Zvezde Granda na televiziji Pink, u kojemu se sustavom eliminacije natjecatelja biralo šest najboljih nepoznatih pjevača i pjevačica. Zvezde Granda uskoro su poprimile regionalni karakter, s natjecateljima iz Jugoistočne Europe. Show se prikazuje na: Prvoj srpskoj televiziji u Srbiji, Novoj BH u Bosni i Hercegovini, Novoj M u Crnoj Gori te na Kanalu 5 u Sjevernoj Makedoniji.

## Popis izvođača
Izvođači trenutno pod ugovorom:
- Aca Lukas (2000., 2006.–2010., 2013.–sada)
- Aco Pejović (2006.–sada)
- Aleksa Perović (2017.–sada)
- Aleksandar Aca Ilić (1998.–2005., 2007.–sada)
- Aleksandra Bursać (2009.–sada)
- Aleksandra Mladenović (2016.–sada)
- Aleksandra Prijović (2013.–sada)
- Ana Bekuta (1999.–sada)
- Ana Kokić (2006.–sada)
- Ana Sević (2012.–sada)
- Anabela Atijas (2016.–sada)
- Andreana Čekić (2012.–sada)
- Armin Dedić (2017.–sada)
- Bane Mojićević (2004.–sada)
- Beki Bekić (2004.–sada)
- Biljana Jevtić (2004.–sada)
- Biljana Sečivanović (2009.–sada)
- Branka Sovrlić (2002., 2016.–sada)
- Cakana (2010.–sada)
- Čeda Marković (2010.–sada)
- Dado Polumenta (2005., 2010.–2013.,2017.–sada)
- Ćira (2001.–sada)
- Darko Filipović (2004.–sada)
- Darko Lazić (2009.–sada)
- Dejan Matić (2002.–sada)
- Dušan Svilar (2007.–sada)
- Dragan Kojić Keba (2004.–2011., 2013.–sada)
- Dragi Domić (2011.–sada)
- Džejla Ramović (2019.–sada)
- Đani (2000.–2008., 2012.–sada)
- Enes Begović (2002.–sada)
- Era Ojdanić (2000.–sada)
- Gile (2013.–sada)
- Goca Božinovska (1998.–sada)
- Halid Muslimović (2001.–sada)
- Haris Berković (2015.–sada)
- Ilda Šaulić (2007.–2012., 2014.–sada)
- Indira Radić (2000.–2015.,2017.–sada)
- Indy (200.6–sada)
- Ivana Pavković (2011.–sada)
- Ivana Selakov (2010.–sada)
- Jana (1999.–2003., 2011.–sada)
- Jašar Ahmedovski (2000.–2005., 2014.–sada)
- Jelena Broćić (1999.–2003., 2013.–sada)
- Jelena Gerbec (2011.–sada)
- Jelena Karleuša (1999., 2015.–sada)
- Jelena Kostov (2009.–sada)
- Jovan Perišić (2011.–sada)
- Jovan Stefanović (2009.–sada)
- Katarina Grujić (2013.–sada)
- Katarina Živković (2007.–sada)
- Lepa Brena (1998.–sada)
- Lepa Lukić (2006.–sada)
- Ljuba Aličić (2013.–sada)
- Ljubomir Perućica (2014.–sada)
- Mahir Mulalić (2021.–sada)
- Maja Marijana (1999., 2003.–2009., 2015.–sada)
- Marija Šerifović (2015.–sada)
- Marina Tadić (2015.–sada)
- Marko Gačić (2014.–sada)
- Marko Rokvić (2010.–sada)
- Milan Dinčić Dinča (2007.–sada)
- Milan Mitrović (2011.–sada)
- Mia Borisavljević (2008.–2010., 2014.–sada)
- Mile Kitić (1998.–sada)
- Milica Pavlović (2012.–sada)
- Milica Todorović (2005.–sada)
- Miloš Bojanić (2000.–2006., 2012.–sada)
- Miloš Brkić (2012.–sada)
- Miloš Vujanović (2014.–sada)
- Mina Kostić (2005.–sada)
- Mira Škorić (2001.–sada)
- Mirjana Mirković (2011.–sada)
- Mirza Selimović (2014.–sada)
- Mitar Mirić (2000.–2009., 2013.–sada)
- Merima Njegomir (2001.–2002., 2015.–sada)
- Nada Topčagić (2004.–sada)
- Nadica Ademov (2012.–sada)
- Nataša Đorđević (1998.–2005., 2008.–sada)
- Neda Ukraden (2001.–2008., 2013.–sada)
- Nena Đurović (2004., 2013.–sada)
- Nemanja Nikolić (2004.–sada)
- Nemanja Stevanović (2007-–2010., 2013.–sada)
- Nikola Rokvić (2006.–2013., 2018.–sada)
- Nikolina Kovač (2012.–sada)
- Novica Zdravković (2000.–2021.)
- Olja Karleuša (2003.–2015., 2016.–sada)
- Osman Hadžić (2014.–sada)
- Petar Mitić (2011.–sada)
- Predrag Živković Tozovac (2002.–sada)
- Rada Manojlović (2007.–sada)
- Rade Lacković (2001.–2006, 2015.–sada)
- Radiša Urošević (2006.–sada)
- Reni (2000.–2004., 2015.–sada)
- Romana Panić (2015.–sada)
- Snežana Đurišić (2003.–sada)
- Snežana Savić (2000.–sada)
- Sanja Đorđević (1999.–sada)
- Saša Matić (2001.–2003., 2005.–sada)
- Saša Kapor (2012.–sada)
- Selma Bajrami (2001., 2007.–2013., 2015.–sada)
- Sejo Kalač (2003.–2007., 2015.–sada)
- Slobodan Vasić (2009.–sada)
- Snežana Babić Sneki (2004.–sada)
- Stefan Petrušić (2011.–sada)
- Stoja (1999.–2010., 2017.–sada)
- Suzana Jovanović (1999.–sada)
- Svetlana Tanasić (2009.–sada)
- Šako Polumenta (1999., 2015.–sada)
- Šeki Turković (1999.–2004., 2013.–sada)
- Tina Ivanović (2004.–sada)
- Trik FX (2015.–sada)
- Topalko (2009.–sada)
- Verica Šerifović (1998.–2005., 2008.–sada)
- Vesna Zmijanac (2003.–2011., 2013.–sada)
- Viki Miljković (2001.–2011., 2016.–sada)
- Zlata Petrović (2001.–2007., 2010.–sada)
- Zorica Marković (2000.–sada)

Izvođači koji su nekoć izdavali za Grand:
- Al Dino (2007.–2009.)
- Anica Milenković (1998.–2006.)
- Bane Bojanić (1999.–2001.)
- Blizanci (2005.–2009.)
- Bojan Bjelić (2006.–2009.)
- Bojan Tomović (2005.–2007.)
- Boki Milošević (1999.–2010.)
- Boža Nikolić (1998.–2004.)
- Ćana (2000.–2006.)
- Ceca (2001.)
- Cvijetin Nikić (2000.–2004.)
- Dara Bubamara (2003.–2009., 2014.–2016.)
- Danijela Vranić (2006.–2010.)
- Dragana Mirković (1999.–2000.)
- Donna Ares+ (2006.–2009.)
- Goga Sekulić (2006.–2010.)
- Goran Vukošić (1999.)
- Haris Džinović (2000.)
- Ivana Šašić  (2005.–2008.)
- Jadranka Barjaktarović  (2005.–2016.)
- Jelena Jeca Krsmanović (2002., 2013.–2016.)
- Jovana Tipšin (2003.–2008.)
- Kemal Monteno+ (2007.–2014.)
- Lepa Đorđević (2006.)
- Marina Živković (2002.)
- Marta Savić (1999.–2007.)
- Maya Berović (2007.)
- Mikica Bojanić (2001.–2002.)
- Milan Stanković (2007.–2010.)
- Milena Plavšić (2000.–2005.)
- Medo Sakić (2000.)
- Nataša Kojić (2004.–2009.)
- Nela Bijanić (1999.–2003.)
- Predrag Gojković Cune (2000.–2002.)
- Sanja Maletić (2001.)
- Saška Karan (2001.)
- Seka Aleksić (2002.–2015.)
- Slavica Ćukteraš (2003.–2013.)
- Suzana Mančić (2004.)
- Šaban Šaulić+ (1999.–2016.)
- Šemsa Suljaković (2000.)
- Tanja Savić (2004.–2016.)
- Vesna Rivas (1999.–2000.)
- Zoran Vanev (2003.–2005.)
- Zorica Brunclik (2010.–2015.)
- Žaklina Ilić (2000.)
- Željko Samardžić (1999.)
- Željko Šašić (1999., 2003.–2013.)
- Bora Drljača+ (1999.–2020.)
- Džej+ (2005.–2020.)
- Marinko Rokvić+ (2000.–2021.)